# باشگاه فوتبال وارلینگهام
باشگاه فوتبال وارلینگهام (به انگلیسی: Warlingham Football Club) یک باشگاه فوتبال در شهر وارلینگهام، کشور انگلستان است که در سال ۱۸۹۶ میلادی تأسیس شده است.